# NSLU2

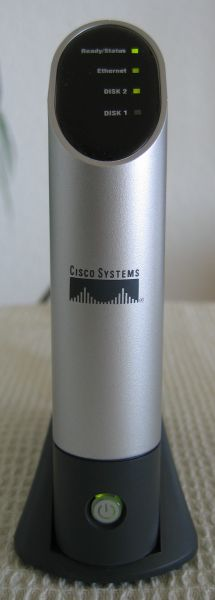
Linksys NSLU2 von vorne

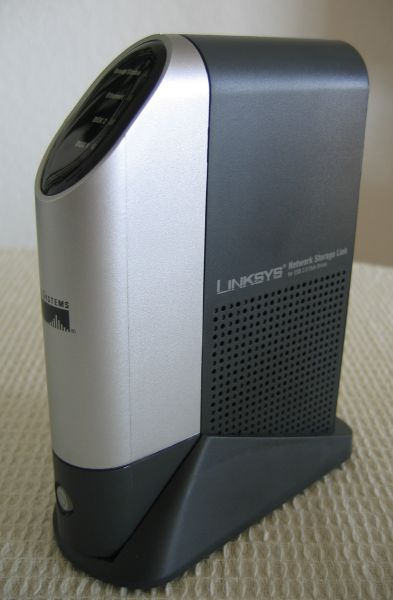
Linksys NSLU2 von der Seite

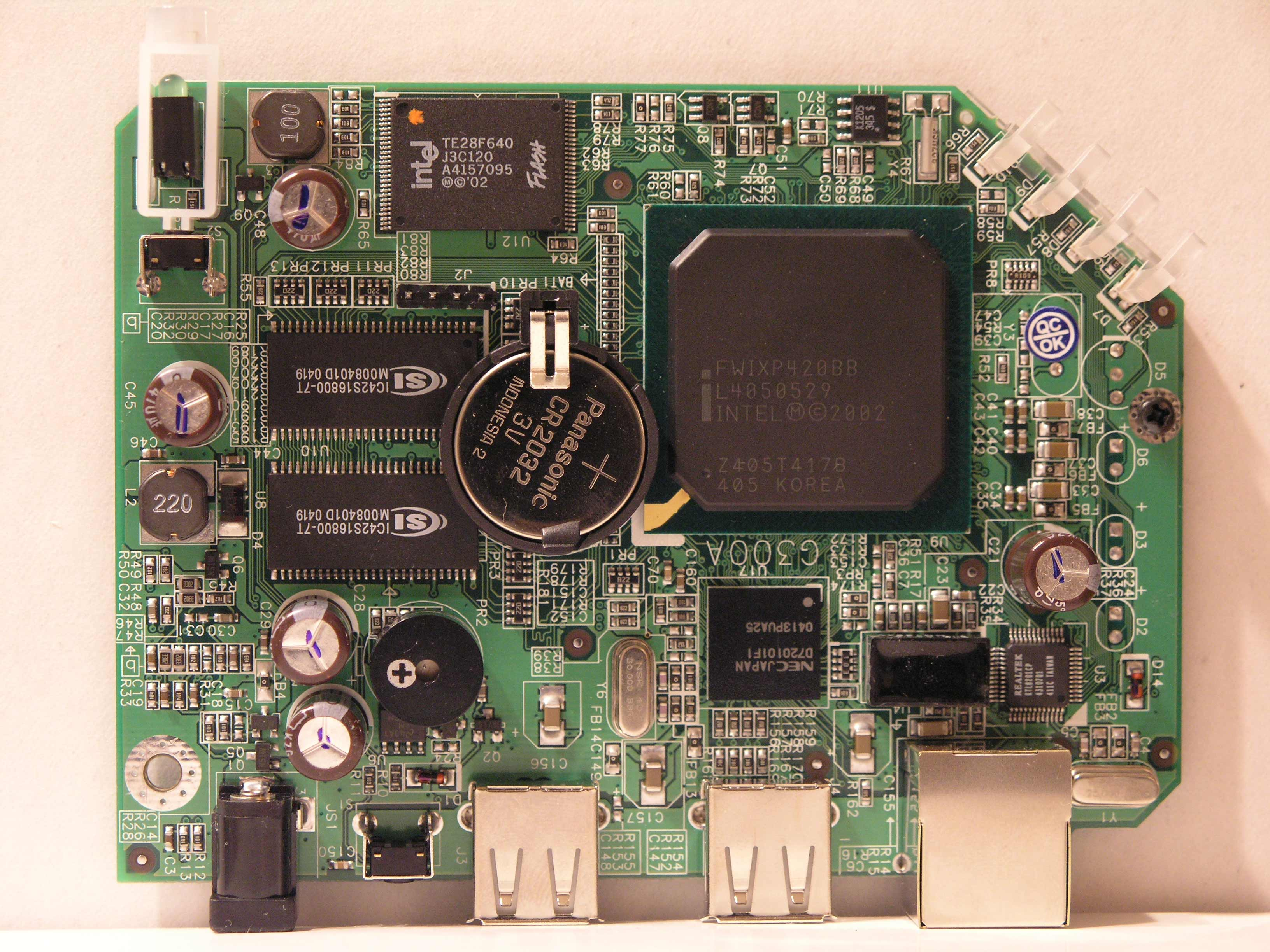
Leiterplatte der Linksys NSLU2

Bei der NSLU2 handelt es sich um ein NAS-Gerät für private Anwender. Hergestellt wurde es von der Firma Linksys der Cisco-Gruppe. Der Name bedeutet Network Storage Link for USB 2.0.
Das Gerät wurde vor allem durch die Möglichkeit bekannt, eine alternative Linux-Firmware zu installieren, um so erweiterte Serverfunktionen zu nutzen.

Als Nachfolger des NSLU2 bietet sich seit Mitte 2012 der Raspberry Pi an.

## Technik
In dem Gehäuse befindet sich das Mainboard mit einem ARM-Prozessor von Intel (XScale IXP420), welcher anfangs mit 133 MHz und in neueren Geräten mit 266 MHz getaktet wurde. Die Größe des Arbeitsspeichers beträgt 32 Megabyte RAM, für das Betriebssystem stehen 8 Megabyte Flash-Speicher zur Verfügung. Das Gerät besitzt zwei USB-Anschlüsse zum Anschluss von Festplatten und Speichersticks sowie einen 100-MBit-Netzwerkanschluss. Zusätzlich ist eine RS-232-Schnittstelle vorhanden, welche allerdings nicht nach außen geführt ist.
Werksseitig ist als Betriebssystem ein Embedded Linux mit einem SMB-Server installiert. Die Administration erfolgt über eine Weboberfläche. Mehr Möglichkeiten können durch Installation einer alternativen Linux-Distribution erreicht werden. Auch kann man dann weitere Peripherie wie etwa Drucker, Webcams, Tastaturen oder Festplatten anschließen.

## Linux-Varianten für die NSLU2
Es gibt zahlreiche auf die NSLU2 zugeschnittene Firmware-Varianten. Teile der Systeme werden dabei jeweils auf eine angeschlossene Festplatte oder USB-Stick ausgelagert.

### Unslung
Unslung ist eine speziell auf die NSLU2 zugeschnittene Linux-Distribution. Das Update erfolgt über die Weboberfläche, die auch nach dem Update erhalten bleibt.

### Debian/NSLU2
Debian/NSLU2 ist der offizielle Zweig der Debian-Distribution, um Debian auf ARM-Devices wie NSLU2 zu installieren. Es stellt sämtliche Debian-Pakete für die ARM-Architektur auf der NSLU2 zur Verfügung.
Aktuelle Debian-Distributionen unterstützen die Installation auf der NSLU2-Hardware über den Debian-Installer. Das offizielle Debian-Image unterstützt allerdings aus Lizenzgründen den integrierten Netzwerk-Controller nicht. Es gibt aber auch inoffizielle Images, die den dafür erforderlichen proprietären IXP4xx-Microcode enthalten. Alternativ sind auf der Homepage zwei manuelle Workarounds (Tarball und  Bootstrapping) beschrieben. Tarball ist der einfachere Weg, um Debian auf NSLU2 zu installieren, Bootstrap der flexiblere, da er prinzipiell neben der NSLU2 auch für andere ARM-Devices geeignet ist.
Die Debian-Pakete sind jedoch nicht auf die Hardware der NSLU2 optimiert; das kann bei manchen Paketen zu Performance-Verschlechterung führen.

### SlugOS/LE (früher Debianslug)
SlugOS/LE ist ein Vorgänger von Debian/NSLU2 und stellt eine alternative Firmware für die Installation von Debian auf NSLU2 bereit. Um Verwirrung mit dem offiziellen Support von Debian/NSLU2 zu vermeiden, wurde Debianslug auf SlugOS/LE umbenannt. Das Bootstrapping dieser Version entspricht weitgehend dem von Debian/NSLU2, ist aber veraltet.

### Weitere Varianten
Es liegen noch weitere Varianten der Firmware vor. Somit kann man eine Variante auswählen, die auf die individuellen Nutzungsverhältnisse und -gewohnheiten abgestimmt ist.

## Probleme
- Auf der Produkt-Homepage findet sich nicht die aktuelle Firmware-Version, mit der die letzten Geräte ausgeliefert wurden.
- Das Gerät schaltet sich nicht automatisch ein, wenn es von außen Strom bekommt. Abhilfe ist durch eine Hardware-Modifikation möglich.[2]
- Das Netzteil zeigt gelegentlich subtile Störungen: das NAS funktioniert zwar noch, aber z. B. erhalten angeschlossene USB-Geräte sporadisch nicht mehr genug Spannung und zeigen dann schwer nachvollziehbare Fehler.